# FNRS 2호

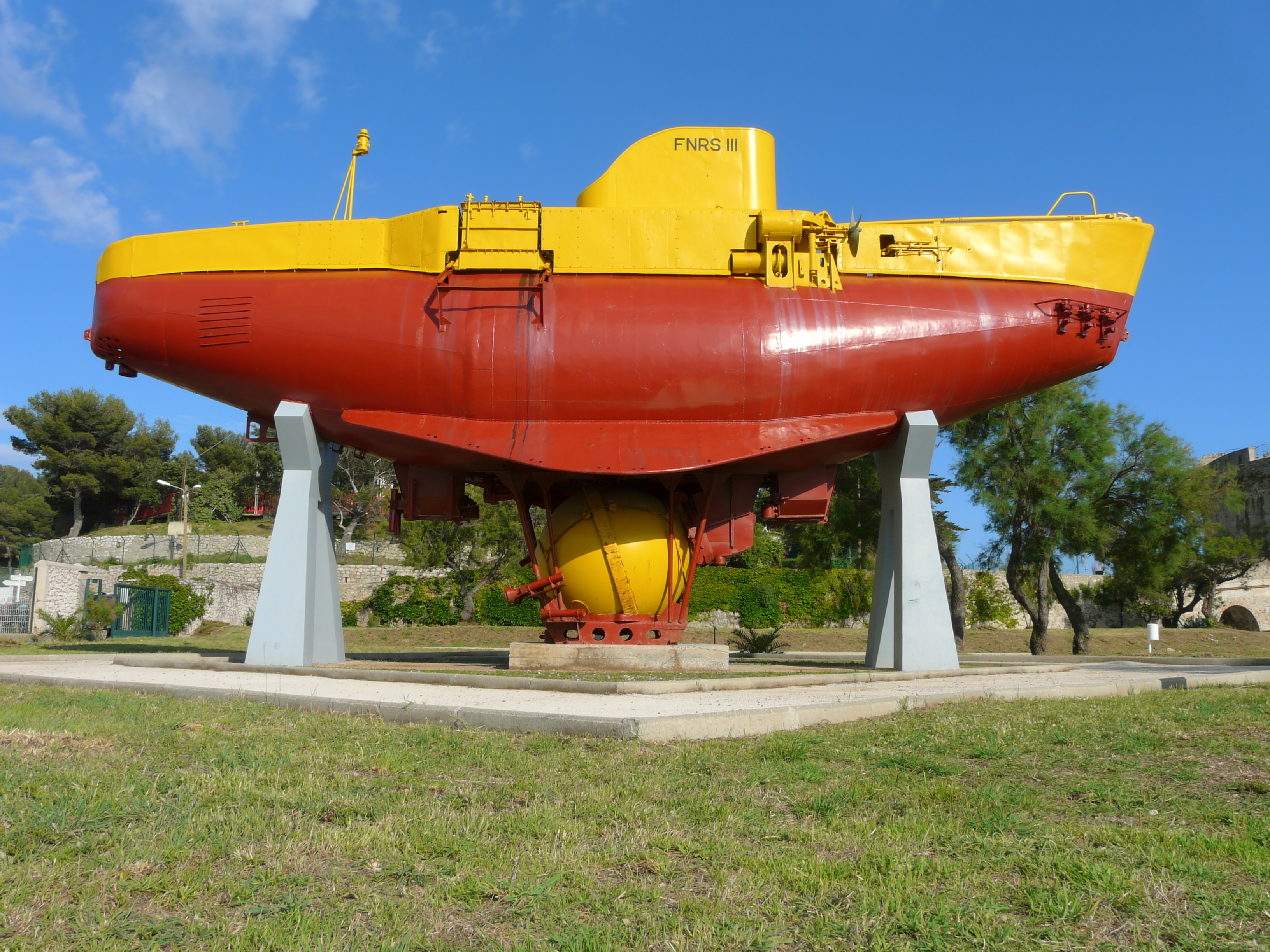
지금은 FNRS 3호가 된 FNRS 2호.

FNRS 2호(FNRS-2)는 최초의 바티스카프로, 오귀스트 피카르가 설계 및 제작했다. 1937년에 작업이 시작되었으나 제2차 세계 대전으로 인해 중단되어 1946년부터 짓기 시작해 1948년에 완성되었다. 잠수정 이름 FNRS는 자금을 투자해 준 벨기에 국가과학연구기금(Fonds National de la Recherche Scientifique)의 이니셜을 딴 것이며, 또한 피카르가 이전에 설계하여 성층권을 탐사했던 거대 기구 FNRS 1호를 계승한 것이다.
FNRS 2호는 1948년 카보베르데에서 잠수 와중에 손상을 입었고, 자금난으로 인해 프랑스 해군에 매각되었다. 프랑스 해군에서는 FNRS 2호를 뜯어고친 뒤 FNRS 3호로 재명명했다. 한편 피카르는 독자적으로 바티스카프 트리에스테를 설계하기 시작했다.

## 같이 보기
- 바티스카프 트리에스테